# Storosa tetrica
Storosa tetrica là một loài nhện trong họ Zodariidae.
Loài này thuộc chi Storosa. Storosa tetrica được Eugène Simon miêu tả năm 1908.